# Euro Banking Association
Euro Banking Association, EBA, är ett europeiskt samarbetsorgan för hantering och clearing av eurobetalningar inom Euroområdet.
I samband med införandet av euron i januari 1999 togs det s.k. Targetsystemet i drift. Samtidigt startades ett antal privata, nettobaserade system för eurotransaktioner, exempelvis det s.k. Euro 1-systemet som drivs av EBA (European Banking Association), i första hand avsedda för mindre betalningar jämfört med de som Targetsystemet primärt är designat för.
De olika nationella värdepapperssystemen inom EU arbetar sedan åtminstone 1999 på att utveckla ett motsvarade gemensamt nätverk inom ramen för det s.k. ECSDA-samarbetet.